# Blăjeni
Blăjeni es una comuna ubicada en el distrito de Hunedoara, Rumania.

## Superficie
Cuenta con una superficie de 86,78 kilómetros cuadrados.

## Demografía
Hasta 2021 la población era de 883 habitantes, con una densidad de población de 10,18 habitantes por kilómetro cuadrado.